# Lista ofiar katastrofy polskiego Tu-154 w Smoleńsku

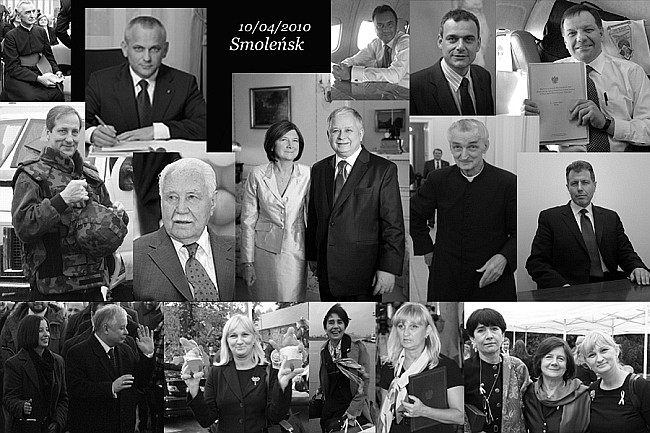
Pasażerowie samolotu T-154M

Niniejszy artykuł zawiera listę ofiar katastrofy polskiego Tu-154 w Smoleńsku.
Na stronach internetowych Rządowego Centrum Bezpieczeństwa został opublikowany dokument Lista pasażerów: lista osób upoważnionych do przelotu statkiem powietrznym Tu – 154M/101, zawierający listę pasażerów (bez nieobecnej Zofii Kruszyńskiej-Gust), którzy mieli znaleźć się w samolocie. Lista nie zawiera nazwisk członków załogi oraz funkcjonariuszki Biura Ochrony Rządu Agnieszki Pogródki-Węcławek. Pełna lista została później opublikowana na witrynie Ministerstwa Spraw Wewnętrznych i Administracji; lista opublikowana na witrynie Rządowego Centrum Bezpieczeństwa tego samego dnia została zaktualizowana. Zginęło 96 osób – 88 pasażerów i 8 członków załogi. Wśród ofiar były 24 kobiety i 72 mężczyzn.

## Osoby znajdujące się na pokładzie samolotu

### Prezydent RP i inni członkowie delegacji
- Lech Kaczyński – prezydent RP

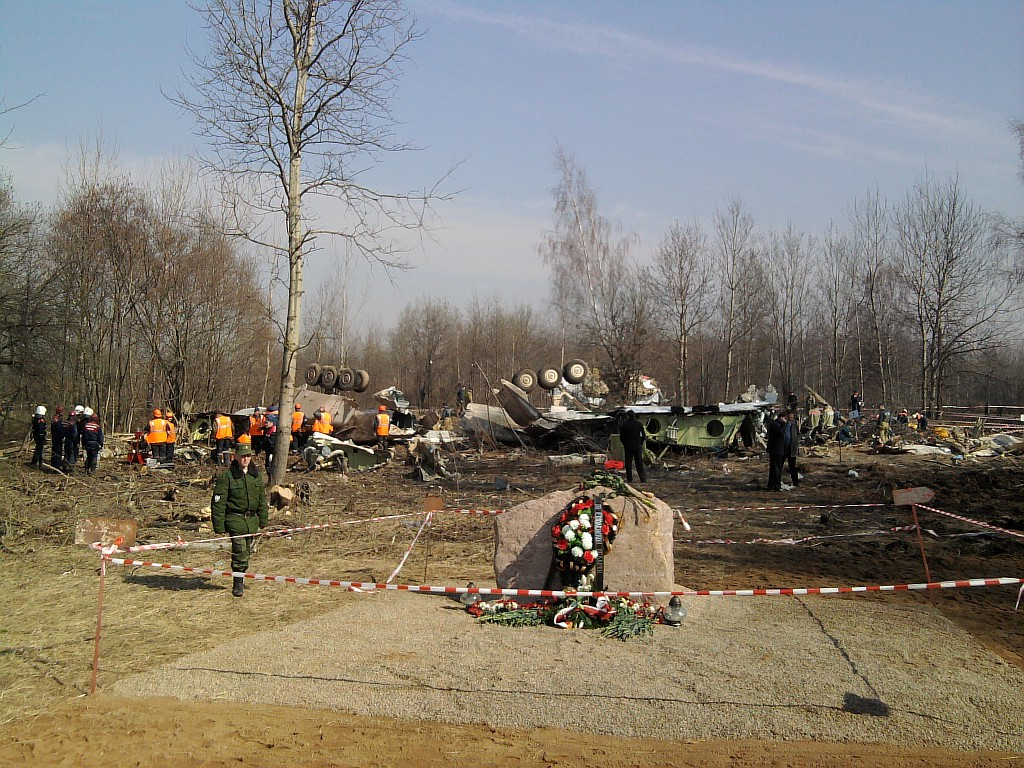
Prowizoryczne miejsce hołdu ofiarom tragedii.

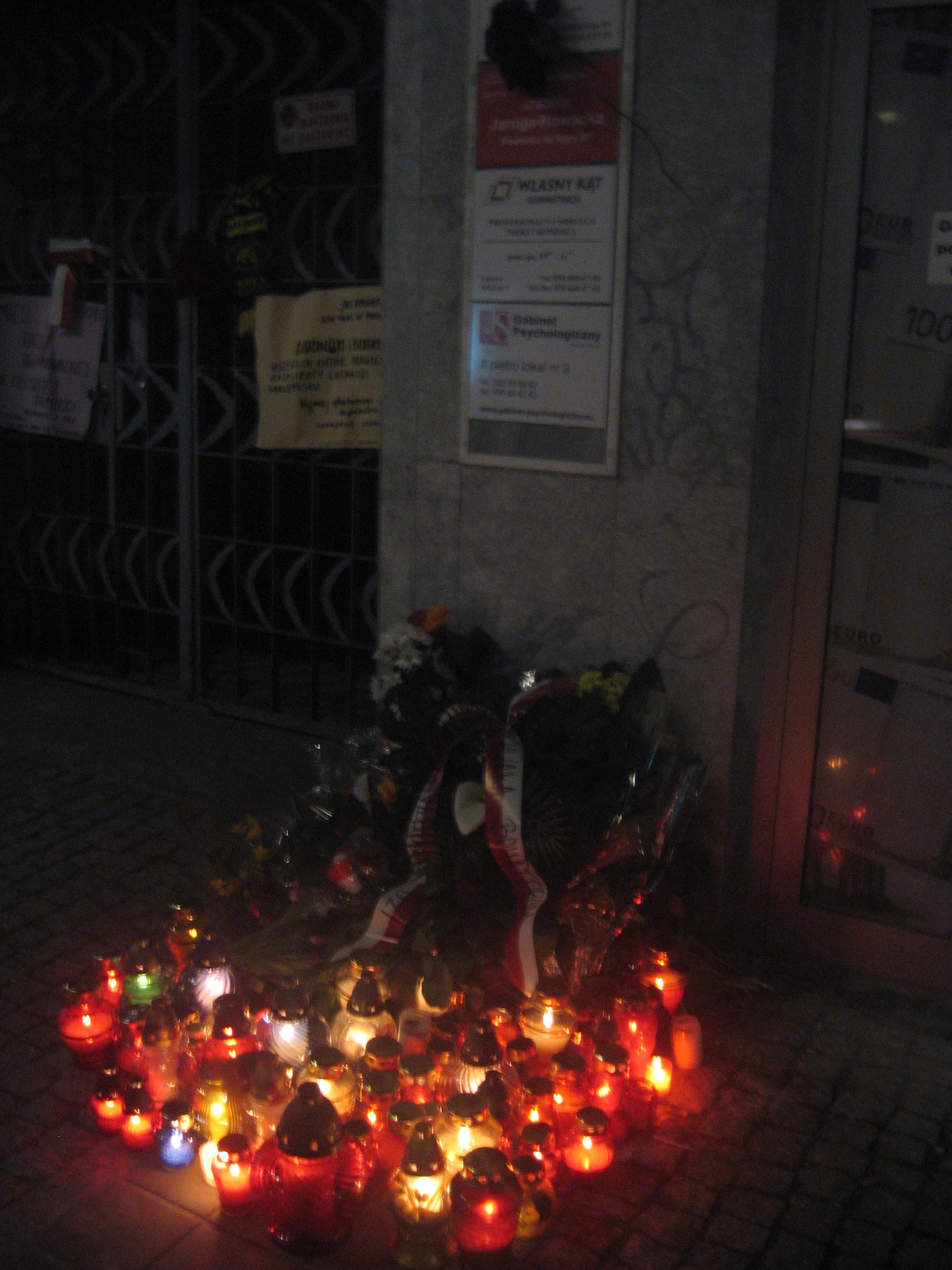
Kwiaty i znicze pod biurem poselskim Izabeli Jarugi-Nowackiej w Gdyni

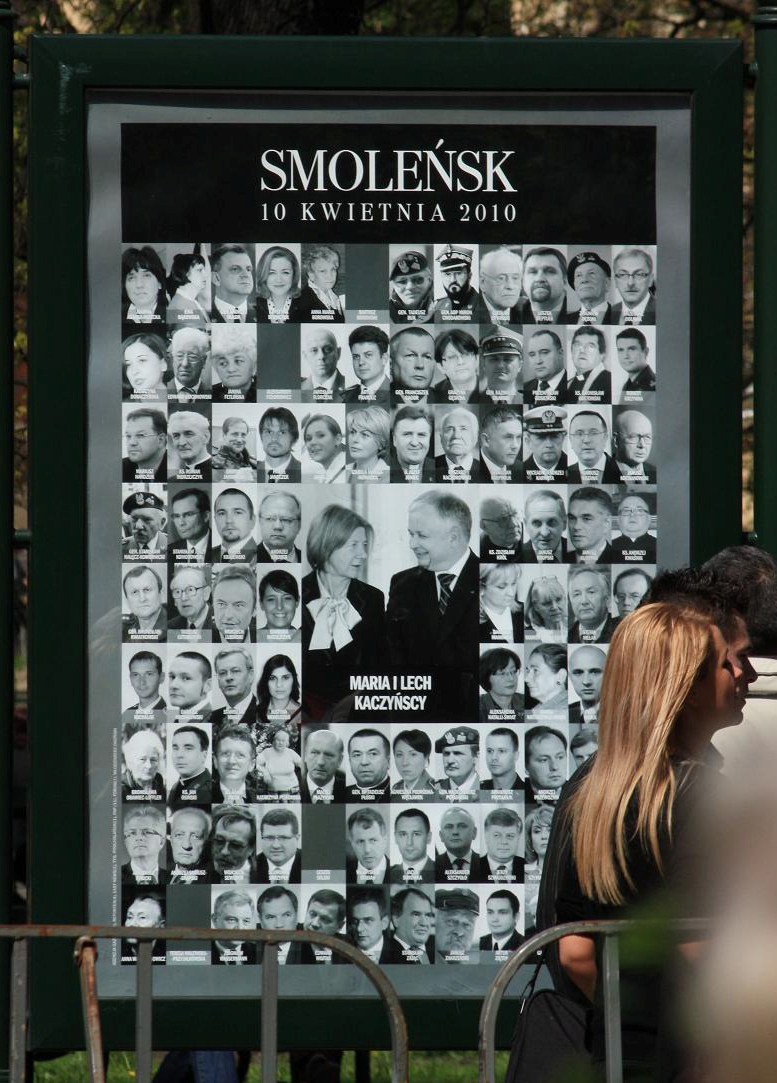
Tablica z fotografiami ofiar tragedii

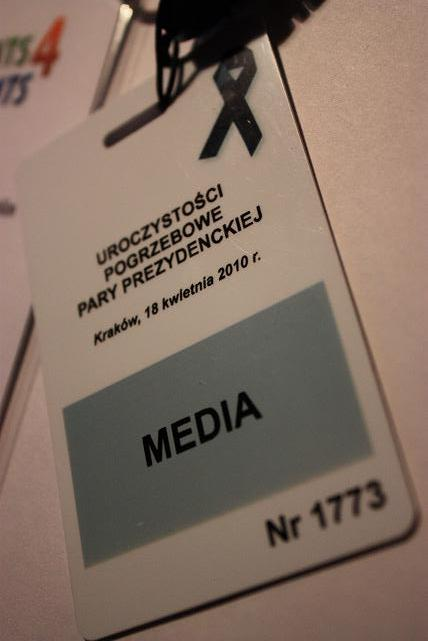
Identyfikator prasowy w dniu pogrzebu

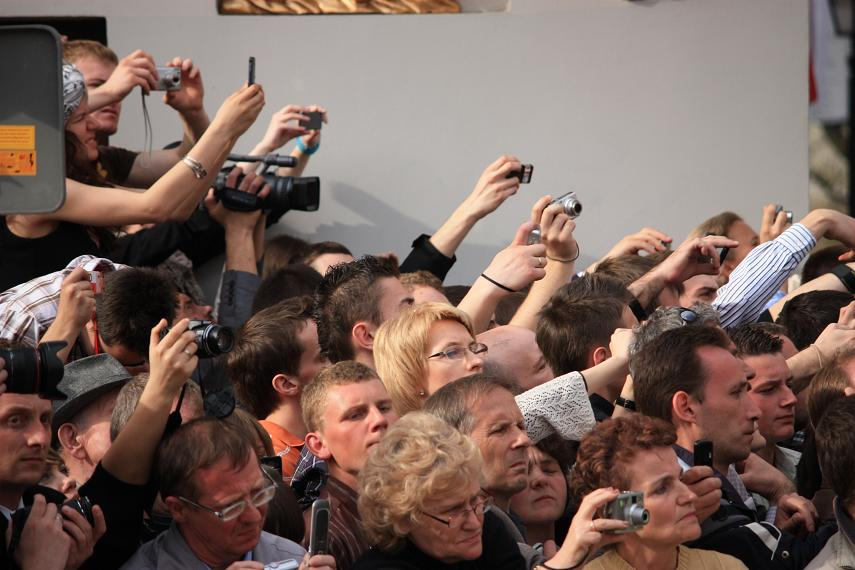
Mieszkańcy Krakowa podczas pogrzebu pary prezydenckiej

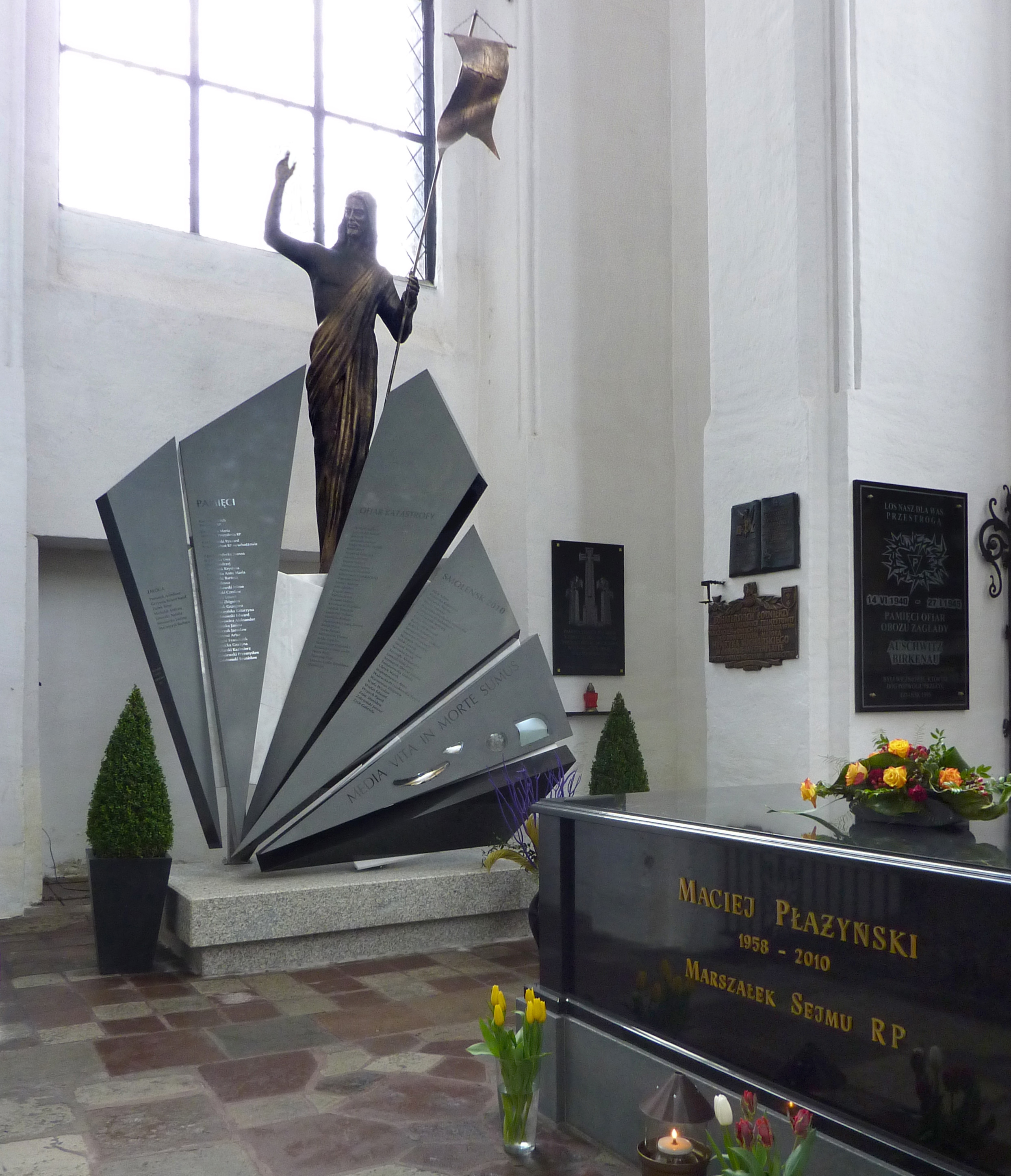
Pomnik ofiar katastrofy i grób Macieja Płażyńskiego w bazylice Mariackiej w Gdańsku

- Maria Kaczyńska – małżonka prezydenta RP
- Ryszard Kaczorowski – ostatni prezydent RP na uchodźstwie
- Krzysztof Putra – wicemarszałek Sejmu RP
- Jerzy Szmajdziński – wicemarszałek Sejmu RP
- Krystyna Bochenek – wicemarszałek Senatu RP
- Janusz Kochanowski – Rzecznik Praw Obywatelskich
- Janusz Krupski – kierownik Urzędu do Spraw Kombatantów i Osób Represjonowanych
- Janusz Kurtyka – prezes Instytutu Pamięci Narodowej
- Sławomir Skrzypek – prezes Narodowego Banku Polskiego
- Maciej Płażyński – poseł, prezes Stowarzyszenia „Wspólnota Polska”
- Władysław Stasiak – szef Kancelarii Prezydenta RP
- Aleksander Szczygło – szef Biura Bezpieczeństwa Narodowego
- Paweł Wypych – sekretarz stanu w Kancelarii Prezydenta RP
- Stanisław Komorowski – podsekretarz stanu w Ministerstwie Obrony Narodowej
- Andrzej Kremer – podsekretarz stanu w Ministerstwie Spraw Zagranicznych
- Tomasz Merta – podsekretarz stanu w Ministerstwie Kultury i Dziedzictwa Narodowego
- Mariusz Handzlik – podsekretarz stanu w Kancelarii Prezydenta RP
- Andrzej Przewoźnik – sekretarz Rady Ochrony Pamięci Walk i Męczeństwa

### Przedstawiciele parlamentu

#### Posłowie
- Leszek Deptuła
- Grzegorz Dolniak
- Grażyna Gęsicka
- Przemysław Gosiewski
- Izabela Jaruga-Nowacka
- Sebastian Karpiniuk
- Aleksandra Natalli-Świat
- Arkadiusz Rybicki
- Jolanta Szymanek-Deresz
- Zbigniew Wassermann
- Wiesław Woda
- Edward Wojtas

#### Senatorowie
- Janina Fetlińska
- Stanisław Zając

### PrzedstawicieleRodzin Katyńskichi innych stowarzyszeń
- adw. Joanna Agacka-Indecka – prezes Naczelnej Rady Adwokackiej
- Ewa Bąkowska – wnuczka gen. bryg. Mieczysława Smorawińskiego
- Anna Maria Borowska – córka ppor. Franciszka Popławskiego, wiceprezes Gorzowskiej Rodziny Katyńskiej (od 6 listopada 2009)
- Bartosz Borowski – przedstawiciel Gorzowskiej Rodziny Katyńskiej, wnuk Anny Marii Borowskiej (syn Franciszka Borowskiego)
- Czesław Cywiński – prezes Światowego Związku Żołnierzy AK
- Edward Duchnowski – sekretarz generalny Związku Sybiraków
- ks. prałat Bronisław Gostomski – dziekan dekanatu Londyn-Północ, proboszcz parafii św. Andrzeja Boboli w Londynie
- o. Józef Joniec SchP – prezes Stowarzyszenia Parafiada
- ks. Zdzisław Król – kapelan Warszawskiej Rodziny Katyńskiej (1987–2007)
- ks. Andrzej Kwaśnik – kapelan Federacji Rodzin Katyńskich
- Tadeusz Lutoborski – były prezes Warszawskiej Rodziny Katyńskiej, syn ppor. Adama Lutoborskiego
- Bożena Mamontowicz-Łojek – prezes Polskiej Fundacji Katyńskiej
- Stefan Melak – prezes Komitetu Katyńskiego
- adw. Stanisław Mikke – wiceprzewodniczący ROPWiM, redaktor naczelny miesięcznika „Palestra”
- Piotr Nurowski – prezes Polskiego Komitetu Olimpijskiego
- Bronisława Orawiec-Löffler – bratanica majora Franciszka Orawca, zamordowanego w Katyniu; członkini Stowarzyszenia Rodzin Katyńskich z Podhala
- Katarzyna Piskorska – córka Tomasza Piskorskiego
- Andrzej Sariusz-Skąpski – prezes Federacji Rodzin Katyńskich
- Wojciech Seweryn – rzeźbiarz, autor Pomnika Ofiar Katynia w Chicago
- Leszek Solski – syn kpt. Kazimierza Solskiego, oficera i sportowca oraz bratanek majora Adama Solskiego, zamordowanych w Katyniu, członek Stowarzyszenia Rodzina Katyńska
- Teresa Walewska-Przyjałkowska – Fundacja „Golgota Wschodu”
- Anna Walentynowicz – działaczka Wolnych Związków Zawodowych, współzałożycielka NSZZ „Solidarność”
- Gabriela Zych – prezes Stowarzyszenia Rodzina Katyńska w Kaliszu

### PrzedstawicieleSił Zbrojnych RP
- gen. Franciszek Gągor – szef Sztabu Generalnego Wojska Polskiego
- gen. dyw. Tadeusz Buk – dowódca Wojsk Lądowych RP
- gen. broni pil. Andrzej Błasik – dowódca Sił Powietrznych RP
- wiceadmirał Andrzej Karweta – dowódca Marynarki Wojennej RP
- gen. dyw. Włodzimierz Potasiński – dowódca Wojsk Specjalnych RP
- gen. broni Bronisław Kwiatkowski – Dowódca Operacyjny Sił Zbrojnych RP
- gen. bryg. Kazimierz Gilarski – dowódca Garnizonu Warszawa
- bp. gen. dyw. Tadeusz Płoski – katolicki biskup polowy Wojska Polskiego
- abp gen. bryg. Miron Chodakowski – prawosławny ordynariusz Wojska Polskiego
- ks. płk Adam Pilch – p.o. Ewangelickiego Biskupa Wojskowego
- ks. ppłk pil. Jan Osiński – Ordynariat Polowy Wojska Polskiego

### Osoby towarzyszące
- ppłk Zbigniew Dębski – członek Kapituły Orderu Wojennego Virtuti Militari, sekretarz Klubu Kawalerów Orderu Wojennego Virtuti Militari
- Katarzyna Doraczyńska – zastępca dyrektora gabinetu szefa Kancelarii Prezydenta, radna dzielnicy Praga-Południe w Warszawie
- Aleksander Fedorowicz – tłumacz języka rosyjskiego
- ks. Roman Indrzejczyk – kapelan prezydenta
- Dariusz Jankowski – aspirant w Zespole Obsługi Organizacyjnej Kancelarii Prezydenta (ur. 8 lipca 1955)[5]
- Mariusz Kazana – dyrektor protokołu dyplomatycznego MSZ
- gen. bryg. Stanisław Nałęcz-Komornicki – kanclerz Orderu Wojennego Virtuti Militari
- płk dr hab. n. med. Wojciech Lubiński – lekarz prezydenta, rzecznik prasowy, sekretarz Rady Naukowej i z-ca komendanta Wojskowego Instytutu Medycznego
- Barbara Mamińska – dyrektor biura kadr i odznaczeń w Kancelarii Prezydenta
- Janina Natusiewicz-Mirer – sybiraczka, działaczka społeczna, dawna działaczka opozycji demokratycznej w Krakowie; osoba towarzysząca Annie Walentynowicz w podróży
- ks. prof. Ryszard Rumianek – rektor Uniwersytetu Kardynała Stefana Wyszyńskiego
- Izabela Tomaszewska – dyrektor zespołu protokolarnego Kancelarii Prezydenta, odpowiedzialna w Kancelarii za kontakty pierwszej damy
- Janusz Zakrzeński – aktor teatralny i filmowy, członek rady programowej Związku Piłsudczyków

### Załoga
Żołnierze Sił Powietrznych RP
- mjr Robert Grzywna
- kpt. Arkadiusz Protasiuk
- por. Artur Ziętek
- chor. Andrzej Michalak

Cywilne pracownice wojska
- Natalia Januszko
- Barbara Maciejczyk
- Justyna Moniuszko

Funkcjonariusze BOR
- mł. chor. Agnieszka Pogródka-Węcławek (funkcjonariuszka Biura Ochrony Rządu wchodząca w skład załogi samolotu jako stewardesa)[6]

### FunkcjonariuszeBiura Ochrony Rządu
- ppłk Jarosław Florczak
- kpt. Dariusz Michałowski
- por. Paweł Janeczek
- ppor. Piotr Nosek
- st. chor. Artur Francuz
- chor. Jacek Surówka
- chor. Paweł Krajewski
- chor. Marek Uleryk

Na liście pasażerów znajdowała się także Zofia Kruszyńska-Gust z Kancelarii Prezydenta RP, która jednak nie stawiła się na lotnisko, w ostatniej chwili rezygnując z lotu.